# Vojna istraživanja
Vojna istraživanja su istraživanja s ciljem pronalaska novih vrsta oružja i načina ratovanja. Tijekom ljudske povijesti, oružje je postojalo sve složenije i sofisticiranije. Novi izumi omogućili su brže i lakše prelaženje velikih udaljenosti, bolju komunikaciju između vojnih jedinica i sl.
Ponekad su vojna istraživanja utjecala i na razvoj znanosti. Tako je proučavanje topova utjecalo na razvoj termodinamike. Balistička istraživanja utjecala su na razvoj matematike. Galileo Galilei istraživao je primjenu teleskopa u vojne svrhe. 
Sve do modernog doba, vojna istraživanja, nije poticala država ni vojska, nego su pojedini izumitelji gotove izume i poboljšanja nudili nekoj vojsci. U 18. stoljeću, vlasti Engleske i Francuske izravno su financirali vojna istraživanja. Britanske vlasti raspisale su nagradu za onoga tko otkrije sigurnije načine navigacije vojnih brodova.
Prvi svjetski rat donio je veliku prekretnicu u vojnim istraživanjima. Taj rat naziva se i "kemijski rat", zbog velike upotrebe novih kemijskih oružja poput otrovnih plinova i poboljšanih eksploziva. Istraživači su se natjecali tko će izumiti ubojitije kemijsko oružje i učinkovitija sredstva za obranu od takvog oružja. Istraživanja su se vodila i na području poboljšanja komunikacija poput bežičnih prijenosa informacija. Poslije su mnoga otkrića u vojnim istraživanjima dobila primjenu i u svakodnevnom životu.
U Drugom svjetskom ratu, još su povećana vojna iszraživanja. Otkriveni su radari i atomske bombe. Mnoga vojna istraživanja vodila su se i na područjima meterologije, proizvodnje raketa i dešifriranja tajnih poruka. Izumljeni su i novi tenkovi i nove vrste borbenih zrakoplova. Vojna istraživanja postala su ključan faktor uspjeha u ratu. Za vrijeme hladnog rata, dogodila su se mnoga vojna istraživanja u SAD-u i Sovjetskom Savezu u mnogim područjima pa i na području informatike, što je dovelo kasnije i do upotrebe računala i interneta u svakodnevnom životu. Nakon pada komunizma, usporila se trka u naoružanju, ali su se vojna istraživanja nastavila pogotovo u SAD-u.